# Яцкевич Лев
Лев Яцкевич (1907-1995) — український поет. 

## Життєпис
Народився 1907 року в Галичині. За фахом інженер. Був головою Українського допомогового комітету Львівського Округу. 
Під час Другої світової війни мешкав у Радомі. Після Другої світової війни на еміграції у США.
Помер 1995 року у Філадельфії, похований на українському цвинтарі святої Марії у Фокс Чейз. 

## Творчість
Автор збірок
- «Чавун» (1948)
- «Паровий верблюд» (1947)
- «Мак і волошка» (1966)
- «Князь роси» — віршовані казки для дітей.

Окремі видання
- Яцкевич Л. Мак і волошка. Казка. – Філадельфія – Нью-Йорк,1966.
- Яцкевич Л. Паровий верблюд. – Бергтесґаден – Мюнхен, 1947.
- Яцкевич Л. Чавун. Поезії. – Бергтесґаден – Мюнхен, 1948.